# Lam Suet
Pour les articles homonymes, voir Lam.
Dans ce nom chinois, le nom de famille, Lam, précède le nom personnel.
Lam Suet  (chinois traditionnel : 林雪) est un acteur hongkongais, né le 	
8 juillet 1964 à Tianjin (Chine).
Surtout actif depuis 1996, il est connu pour ses rôles dans les films de Johnnie To, notamment celui du chauffeur de taxi Yip pris en otage dans Breaking News en 2004.

## Biographie
Né à Tianjin, en Chine, il se rend à Hong Kong en 1979, à l'âge de 15 ans, pour recevoir l'argent de l'héritage laissé par son grand-père. Mais il gaspille tout cet argent très vite et doit faire divers petits boulots pour gagner sa vie. Au milieu des années 1980, il trouve un emploi sur les plateaux de cinéma grâce à des amis. Il travaille alors autant sur l'éclairage, que les décors, les accessoires et même les scénarios.
Il s'intéresse progressivement au théâtre et commence à harceler divers réalisateurs pour avoir des petits rôles. Il y a ainsi deux personnes clés dans sa carrière : Stephen Chow, avec qui il s'est lié d'amitié à ses débuts et qui l'a fait joué dans The God of Cookery (1996) et  Crazy Kung-Fu (2004), et Johnnie To. Lam a tourné dans plus de 80 films depuis 1996 et au moins 20 d'entre eux ont été réalisés ou produits par To.
Grand et gros, doté d'un faciès original, il joue le plus souvent des personnages secondaires pleutres et bavards, qui introduisent un élément de comique dans des films policiers à suspense. Il remporte le trophée du Meilleur second rôle masculin aux Golden Bauhinia Awards 2004 pour PTU, où il donne la réplique à Simon Yam.

## Filmographie partielle
- 1989 : Proud and Confident
- 1991 : Riki-Oh: The Story of Ricky
- 1992 : Succession par l'épée
- 1995 : Out of the Dark de Jeffrey Lau : Eatery Worker
- 1996 : Le Dieu de la cuisine de Stephen Show : Un membre de la triade
- 1997 : The Odd One Dies de Patrick Yau : Mah jong heavy
- 1998 : A Hero Never Dies de Johnnie To :
- 1998 : The Longest Nite de Patrick Yau : Assistant du propriétaire du café
- 1998 : Expect the unexpected de Patrick Yau : Collins
- 1999 : Where a Good Man Goes de Johnnie To : Karl
- 1999 : Running Out of Time de Johnnie To : Homme de main de Baldy
- 1999 : The Mission de Johnnie To : James
- 2000 : Needing You... de Johnnie To : Martin
- 2001 : Help !!! de Johnnie To : Un docteur
- 2001 : Goodbye Mr. Cool de Jingle Ma (en)
- 2001 : Love on a Diet de Johnnie To : Bun Man
- 2001 : Fulltime Killer de Johnnie To : Fat Ice
- 2002 : My Left Eye Sees Ghosts de Johnnie To : le père de May
- 2002 : Vampire Hunters de Wellson Chin : Kung
- 2003 : PTU de Johnnie To : Lo
- 2003 : Looking for Mr. Perfect de Ringo Lam : Bobby Chan
- 2003 : Love Under the Sun d'Andy Lau
- 2004 : One Nite in Mongkok de Derek Yee : Liu
- 2004 : Breaking News de Johnnie To : Yip
- 2004 : Crazy Kung Fu de Stephen Chow : Vice général de gang
- 2005 : 2 Young de Derek Yee :
- 2005 : Divergence de Benny Chan : Mou Wai-Bun
- 2005 : All About Love
- 2005 : Election de Johnnie To : Grosse Tête
- 2006 : Election 2 de Johnnie To : Grosse Tête
- 2006 : Exilé : de Johnnie To : « Le Gros »
- 2006 : Fatal Contact de Dennis Law : Soo
- 2007 : Triangle de Tsui Hark : Fat Bo
- 2007 : Mad Detective de Johnnie To : une des personnalités de Ko Chi-wai
- 2007 : Filatures de Yau Nai-hoi : « Le Gros »
- 2007 : Brothers
- 2008 : Sparrow de Johnnie To : Lung
- 2009 : Shinjuku Incident de Derek Lee : Vieux fantôme
- 2009 : Vengeance, de Johnnie To : Lok
- 2009 : Accident de Soi Cheang : « Le Gros »
- 2009 : Poker King de Chan Hing-kai et Janet Chun : le joueur qui s’ennuie
- 2009 : The Storm Warriors
- 2010 : All's Well, Ends Well Too 2010
- 2010 : 72 Tenants of Prosperity
- 2010 : Ip Man : La légende est née de Herman Yau : adjoint au maire de Foshan
- 2010 : Shooters
- 2011 : I Love Hong Kong
- 2011 : Le Grand Magicien
- 2012 : All's Well, Ends Well 2012
- 2014 : The Midnight After de Fruit Chan : Suet
- 2015 : Saving Mr. Wu
- 2016 : Three
- 2017 : Always Be with You
- 2018 : A Better Tomorrow 2018
- 2019 : A Home with a View
- 2021 :  Dynasty Warriors

## Distinctions
- Golden Bauhinia Awards 2004 : meilleur second rôle masculin pour PTU